# Lista de veganos
Esta lista contém as pessoas com ou sem artigos na Wikipédia que tem ou tiveram durante um momento significativo de sua vida o veganismo como dieta alimentar.
Para adeptos do vegetarianismo, veja Lista de vegetarianos.

## Artistas

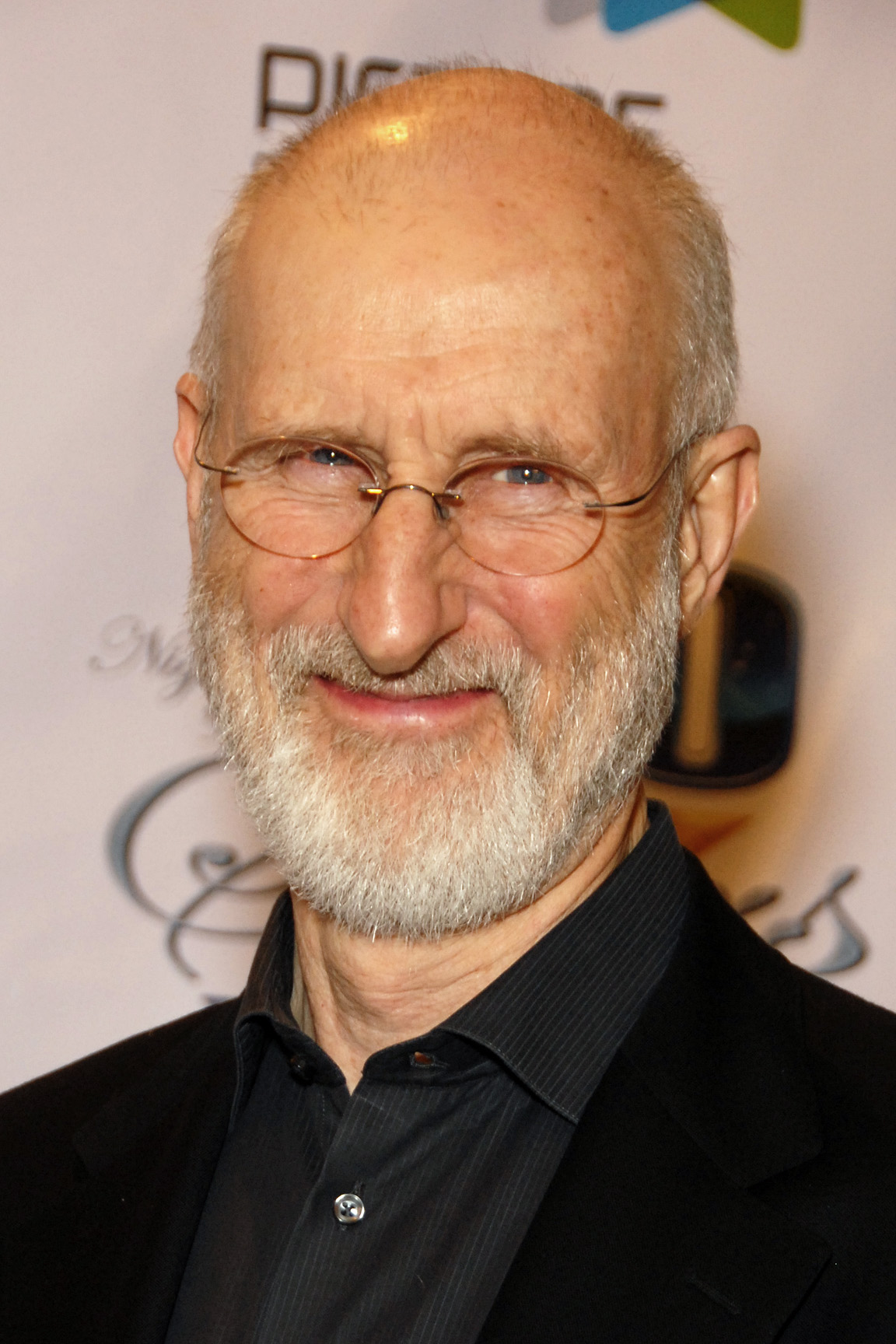
James Cromwell, actor americano

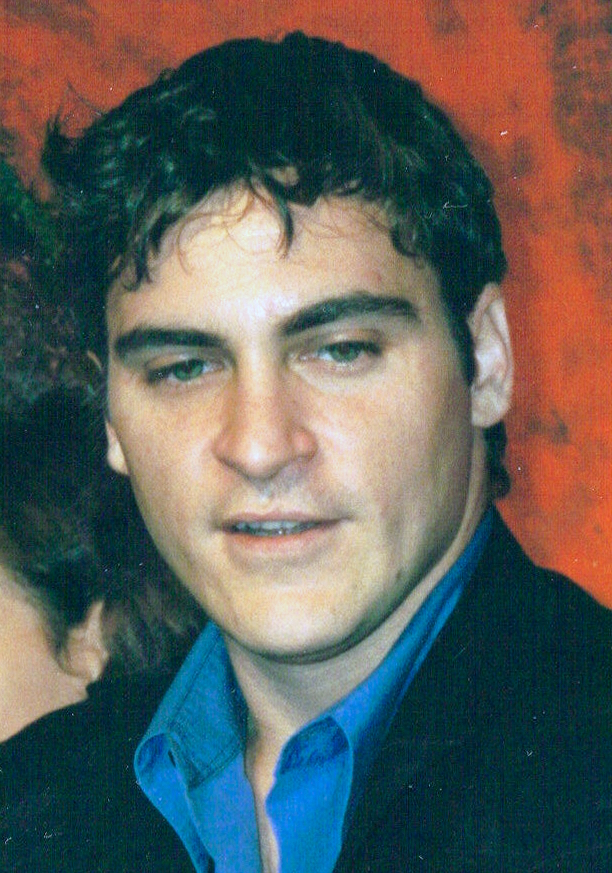
Joaquin Phoenix, actor americano

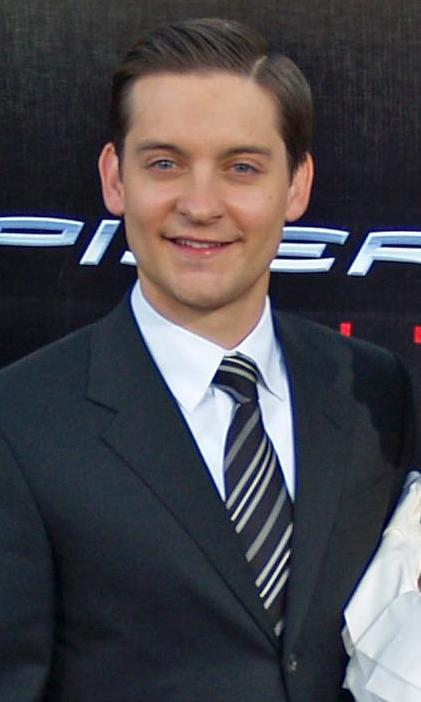
Tobey Maguire, ator norte-americano (Homem-Aranha).

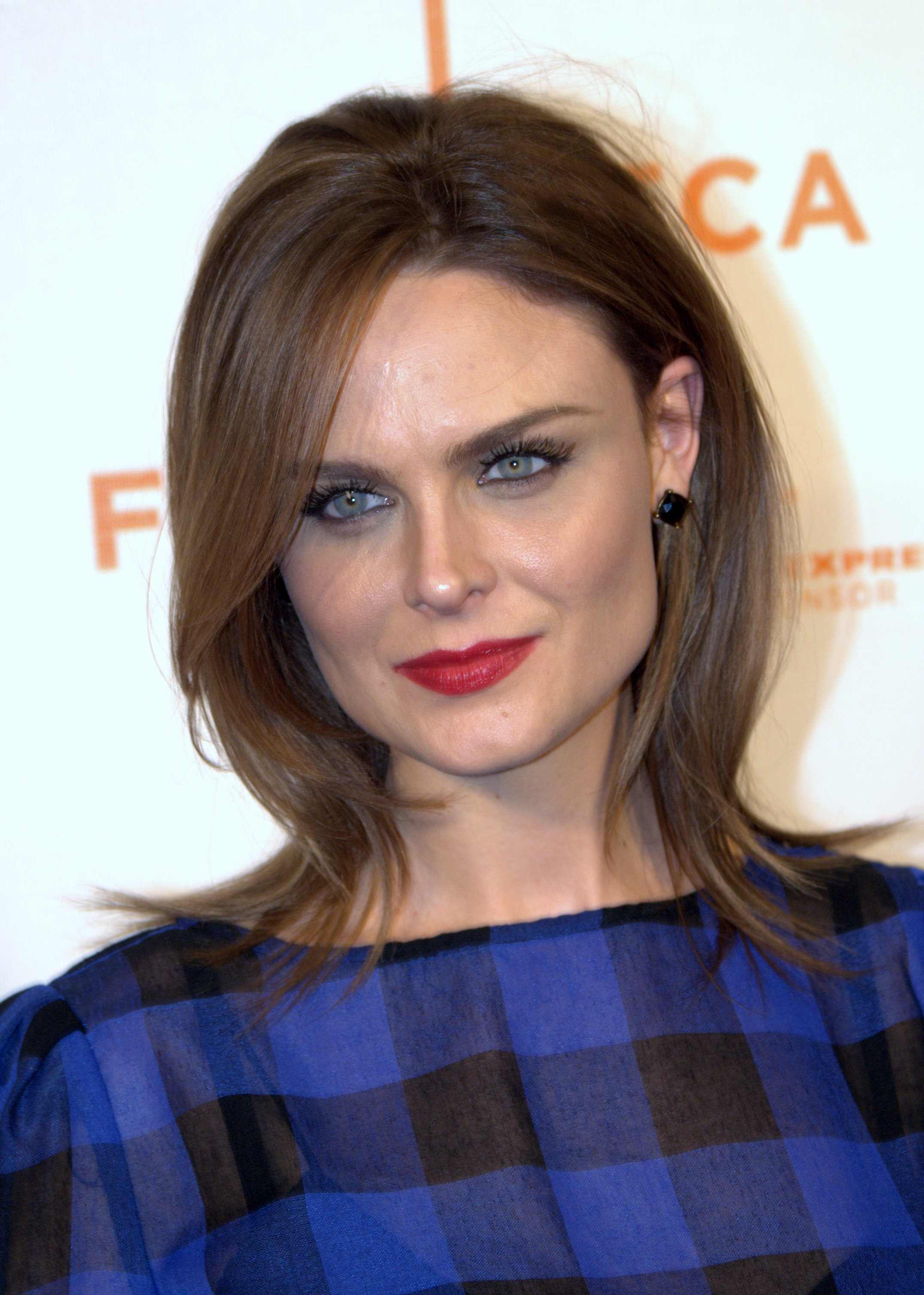
Emily Deschanel, actriz Americana

| Nome                  | Ocupação                       | Fonte                                       |
| --------------------- | ------------------------------ | ------------------------------------------- |
| Alicia Silverstone    | atriz                          | [ 1 ]                                       |
| Andrew G              | apresentador australiano de TV | [ 2 ]                                       |
| Billy West            | dublador                       | [ 3 ]                                       |
| Casey Affleck         | ator                           | [ 4 ]                                       |
| Dado Dolabella        | ator e cantor                  | [ 5 ]                                       |
| Daryl Hannah          | atriz                          | [ 6 ]                                       |
| Davey Havok           | cantor                         | [ 7 ]                                       |
| Ed Begley, Jr.        | ator                           | [ 8 ]                                       |
| Emily Deschanel       | atriz                          | [ 9 ]                                       |
| Gabrielle Miller      | atriz                          | [ 10 ]                                      |
| Gillian Anderson      | atriz                          | [ 11 ]                                      |
| Gretchen Wyler        | atriz da Broadway              | [ 12 ]                                      |
| James Cromwell        | ator                           | [ 13 ]                                      |
| Jennifer Connelly     | atriz                          | [ 14 ]                                      |
| Joaquin Phoenix       | ator                           | [ 15 ]                                      |
| Kevin Nealon          | ator                           | [ 16 ]                                      |
| Lea Michele           | atriz                          | [ 17 ]                                      |
| Linda Blair           | atriz                          | [ 18 ]                                      |
| Luisa Mell            | atriz, apresentadora           | [ 19 ]                                      |
| Lynda Stoner          | atriz                          | [ 20 ]                                      |
| Marcus Patrick        | ator                           | [ 21 ]                                      |
| Margaret Cho          | atriz e comediante             | [ 22 ]                                      |
| Natalie Portman       | atriz                          | [ 23 ]                                      |
| Pamela Anderson       | atriz                          | [ 24 ]                                      |
| River Phoenix         | ator                           | [ 25 ]                                      |
| Spice Williams-Crosby | atriz                          | [ 26 ]                                      |
| Summer Phoenix        | atriz                          | [ 27 ]                                      |
| Tobey Maguire         | ator                           | vegetariano desde 1992 e vegano desde 2009. |
| Woody Harrelson       | actor                          | [ 29 ]                                      |

## Escritores

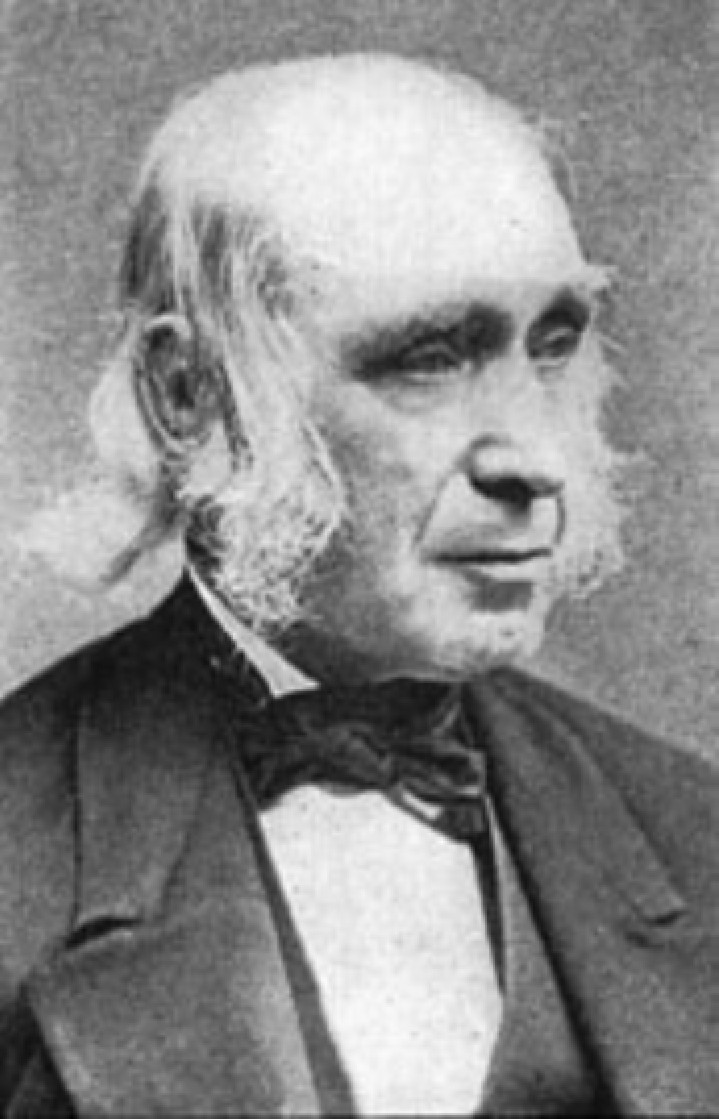
Amos Bronson Alcott, professor e filósofo americano

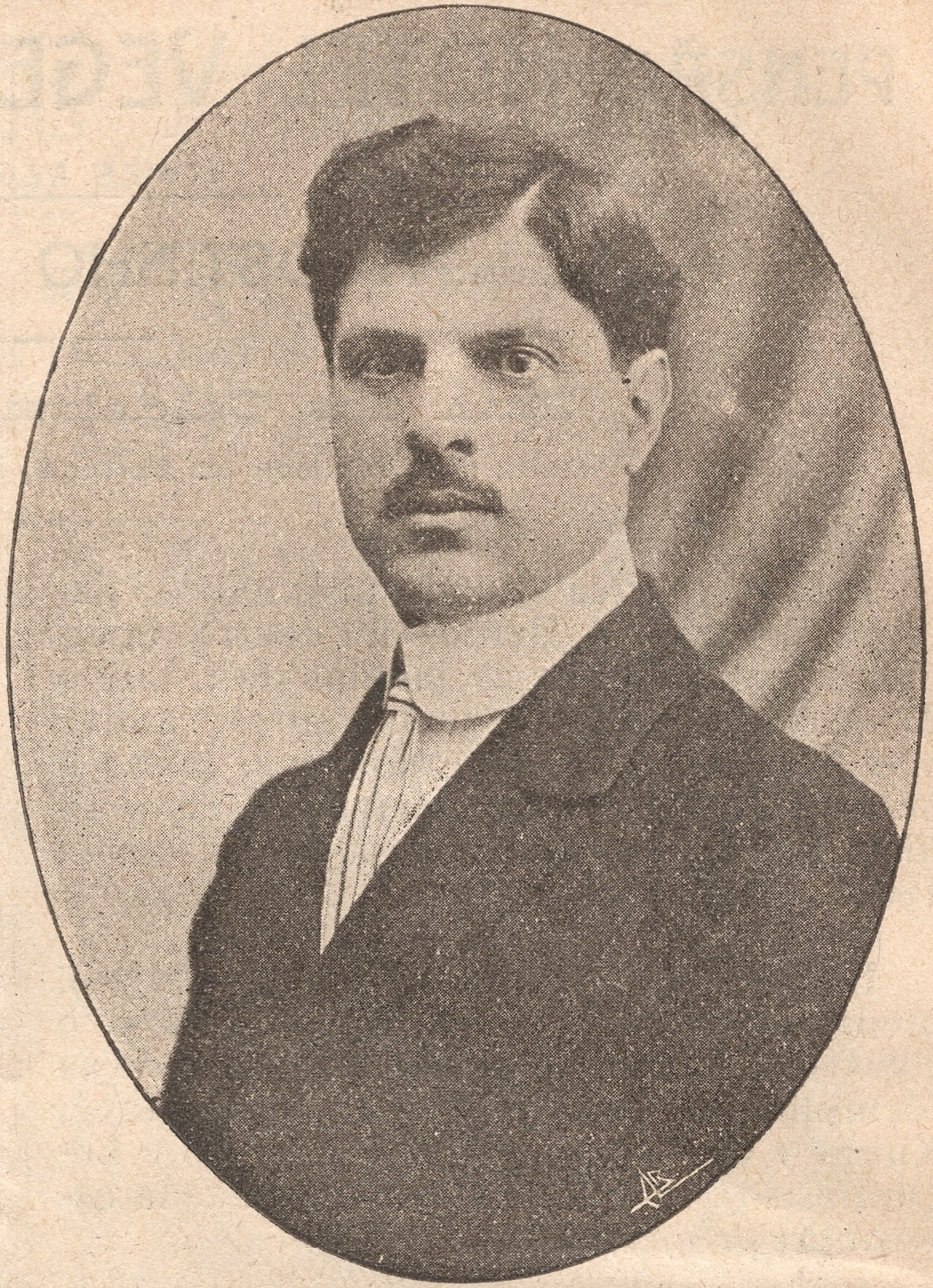
Amílcar de Sousa, médico e autor Português

- Amílcar de Sousa (médico e autor português)[30]
- Amos Bronson Alcott (pedagogo e pedagogista americano)[31]
- Anu Garg (autor, locutor e engenheiro)[32]
- Benjamin Zephaniah (poeta rastafari);[33]
- Chris Hedges, jornalista e escritor norte-americano;[34]
- Dav Pilkey (escritor infantil)[35]
- David Pearce (filósofo) (autor de The Hedonistic Imperative)[36]
- Ed Miller (jogador de pôquer)[37]
- Haki R. Madhubuti (poeta e escritor de livros de não-ficção)[38]
- Michael C. Dorf (professor de direito em Columbia, escritor)[39]
- Sabrina Fernandes (socióloga brasileira)[40]
- Sônia Felipe (Filósofa brasileira)[41]

## Músicos

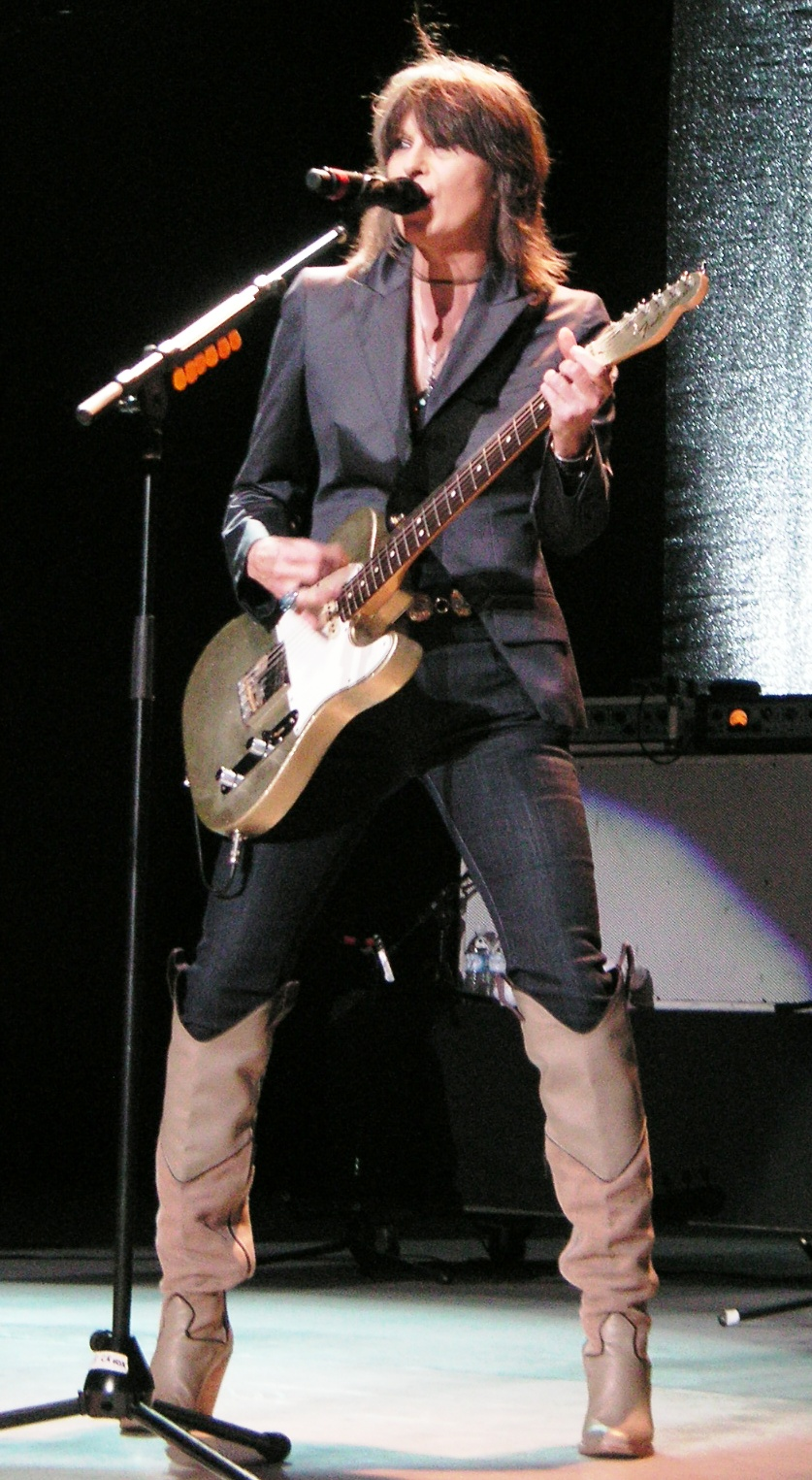
Chrissie Hynde, musicista estadunidense (The Pretenders).

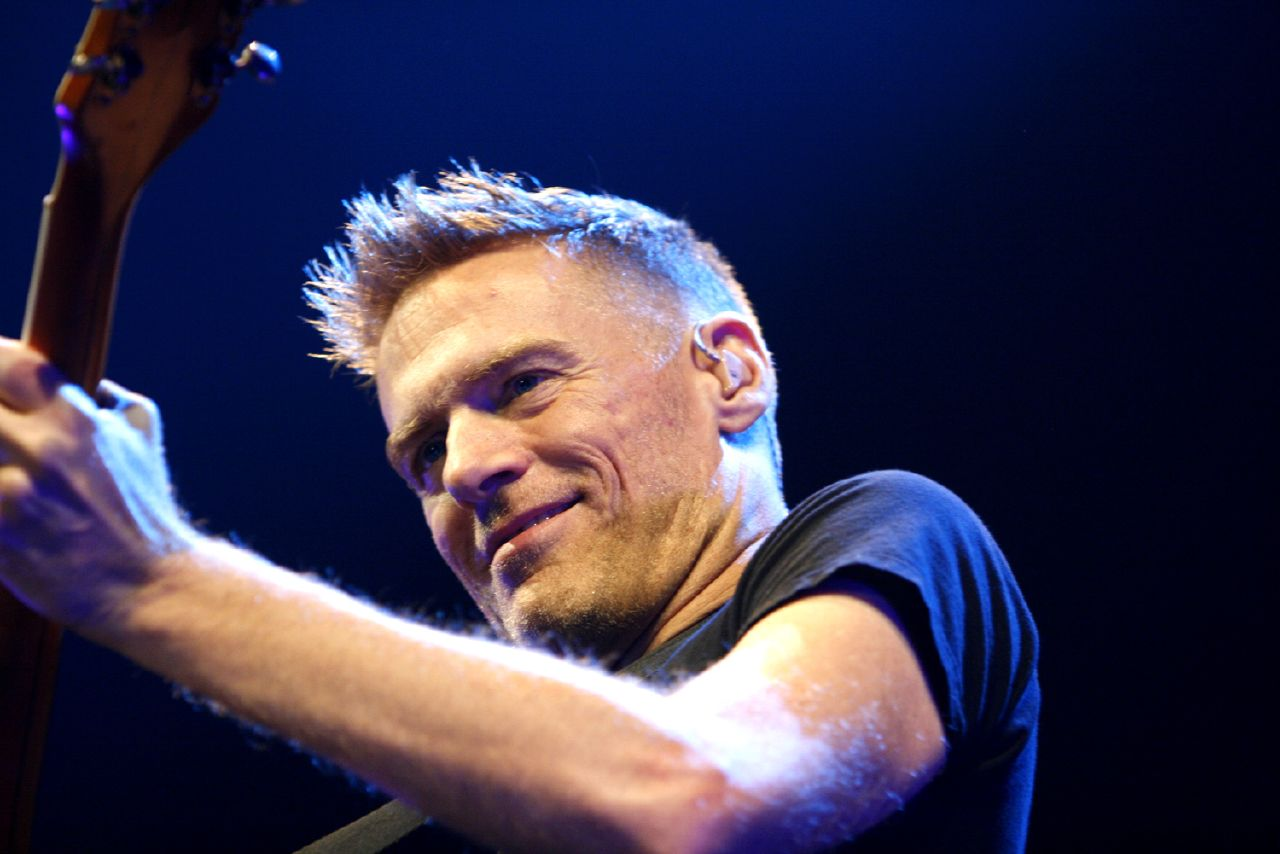
Bryan Adams, cantor, compositor e fotógrafo canadense

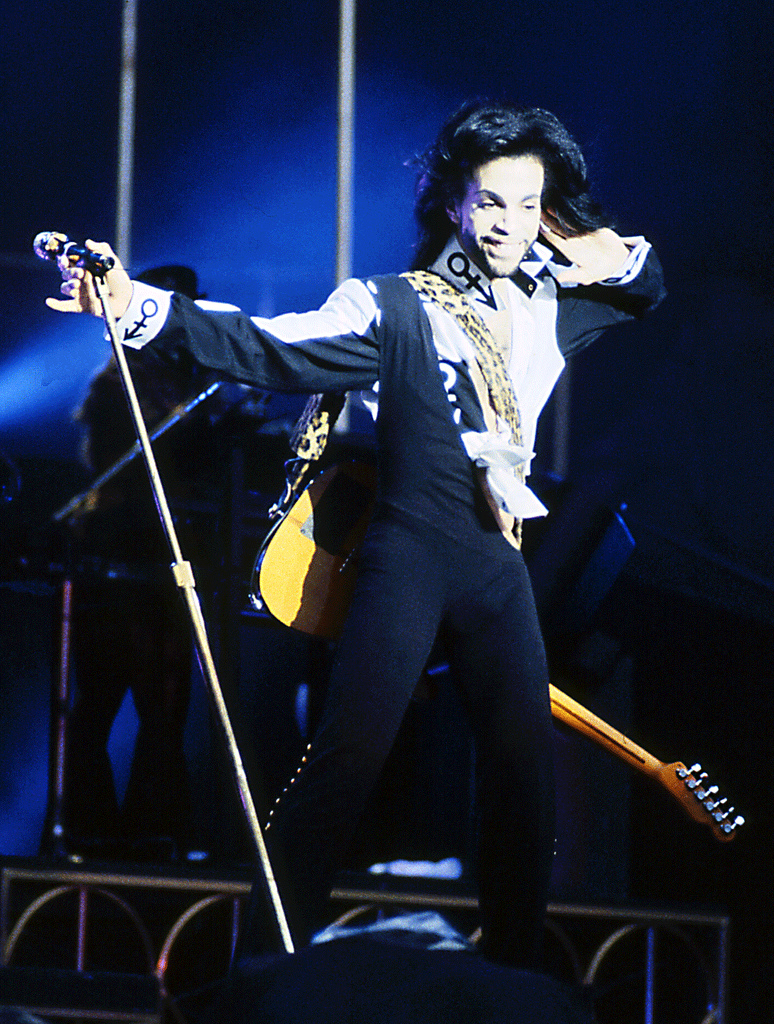
Prince, multi-instrumentista, músico e dançarino

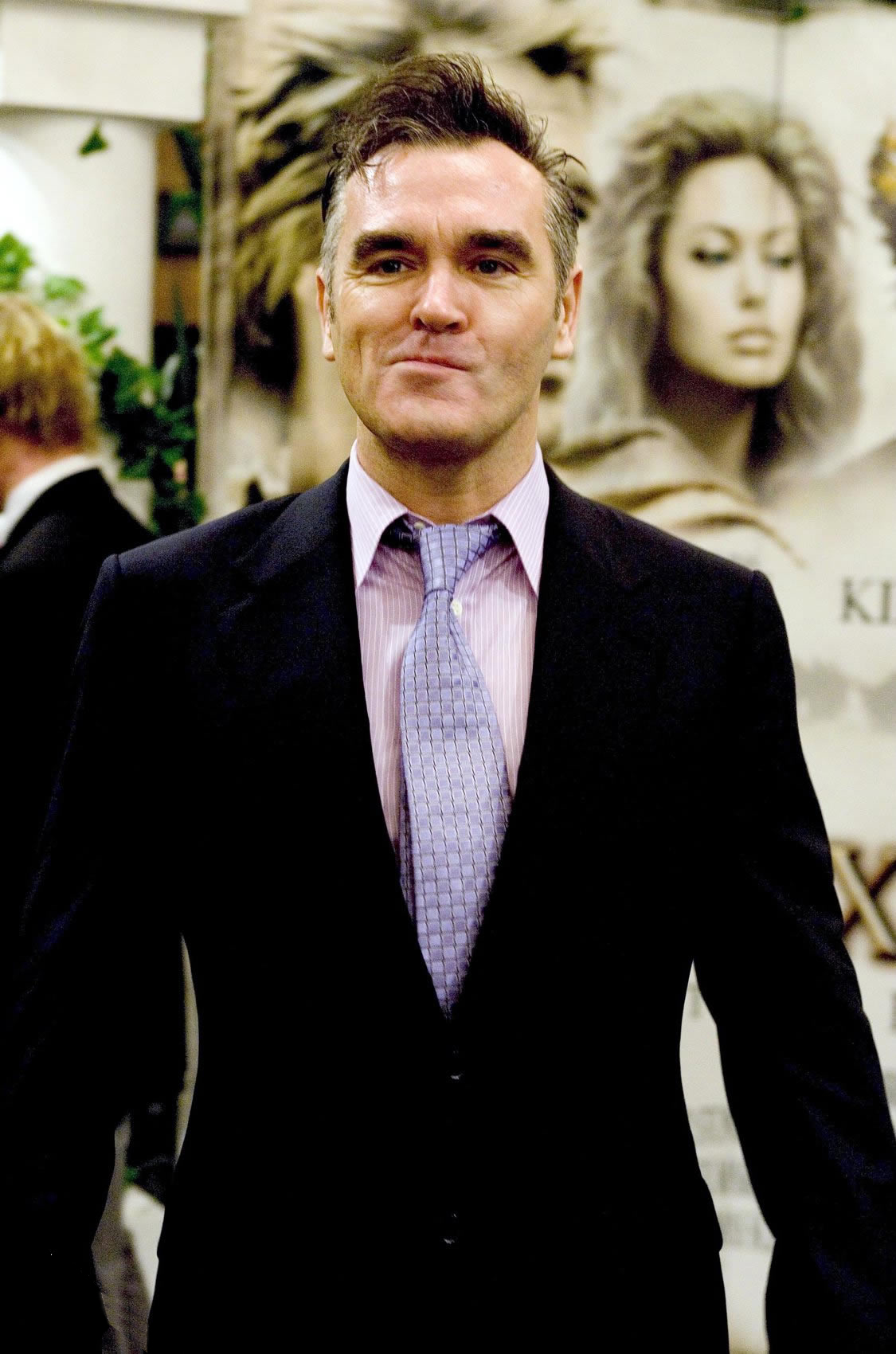
Morrissey, cantor e compositor inglês (The Smiths).

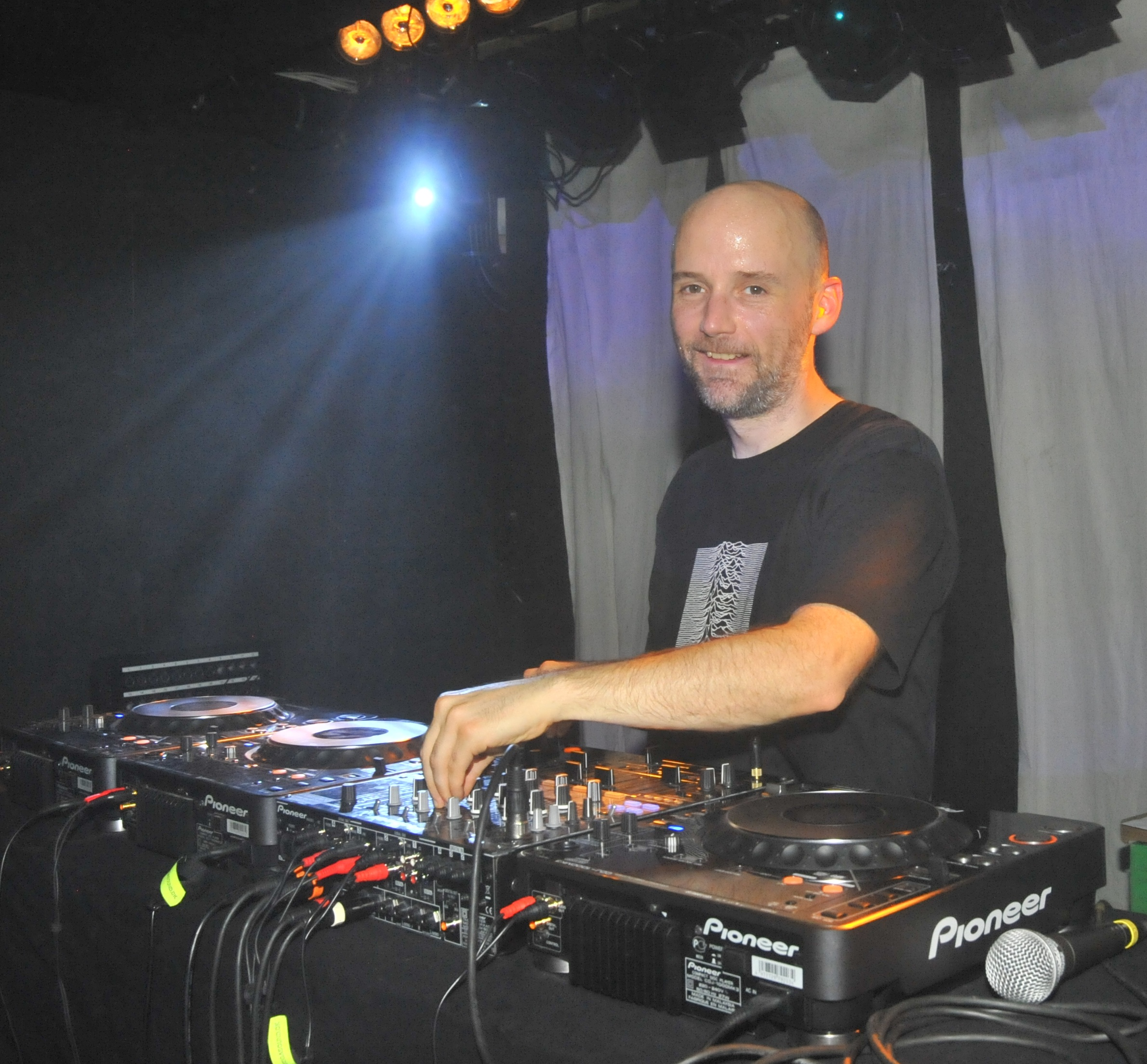
Moby, cantor e artista de música eletrônica estadunidense

- Alan Donohoe (Músico - líder da banda inglesa, the Rakes)
- Alex Greenwald (Vocalista da Phantom Planet)[carece de fontes?]
- Alissa White-Gluz (Ex-vocalista do The Agonist e actual vocalista do Arch Enemy)[42]
- Andrew Volpe (vocalista e guitarrista da Ludo)
- Andy Hurley (Baterista da Fall Out Boy)
- Angela Gossow (Ex-vocalista da banda Arch Enemy)[43]
- Anthony Kiedis (Vocalista da Red Hot Chili Peppers)
- Ariana Grande
- Ariel Lankry
- Ben Gibbard (Vocalista da Death Cab for Cutie[44]
- Bif Naked (Cantor canadense de punk rock)[45]
- Billie Eilish
- Boka (Baterista do Ratos de Porão)
- Brendon Urie (Vocalista do Panic at the Disco)
- Brent Jackson (cantor e vocalista do The Junction)
- Brian Bell (Guitarrista do Weezer)[46]
- Bryan Adams (músico de rock)[47][48]
- Bryan Erickson (Músico do Velvet Acid Christ e Toxic Coma)
- Caitlin Costello (cantor de música clássica)
- Carrie Underwood (cantora de música country)
- C-drik Fermont (compositor e músico, componente de Axiome e outros projetos de música eletrônica).
- Cedric Bixler-Zavala (The Mars Volta)
- Chris Martin (músico)
- Christofer Drew da banda NeverShoutNever
- Chrissie Hynde (Músico do The Pretenders)[49]
- Dan Briggs (músico com Between the Buried and Me)[50]
- Daniel Johns (Músico, vocalista da banda Australiana de rock Silverchair)[51]
- Darren Cordeux (vocalista/guitarrista da banda Kisschasy
- Davey Havok (vocalista da AFI)[52]
- David Desrosiers (Baixista dos Simple Plan)
- Dennis Lyxzén (Cantor da The (International) Noise Conspiracy and formerly of Refused)
- Elliott Grey (Dem imonde)
- Ember Swift (Compositor canadense)
- Emilie Autumn (Violinista e cantor)[53]
- Fernanda Lira (vocalista e baixista do Nervosa)
- Fiona Apple (cantor)
- Forrest Kline (Vocalista da Hellogoodbye)
- Frank Iero (guitarrista da My Chemical Romance)
- Fred Mascherino (guitarra e vocais da Taking Back Sunday)
- Gabe Saporta (vocalista da banda de de música eletrônica/pop-punk Cobra Starship)
- Gareth Campesinos! (vocalista da Los Campesinos!)
- Geezer Butler (Baixista, compositor e um dos fundadores de Black Sabbath)
- George Harrison (ex-The Beatles)
- Grace Slick (músico rock com The Great Society, Jefferson Airplane, Jefferson Starship, e Starship)
- Greg Cipes (ator, cantor, surfista)
- Hayley Williams (cantora e compositora do Paramore)
- Heaven Shall Burn, todos os componentes da banda.
- Hunter Burgan (Baixista da AFI)
- Jaci Velasquez (cantor de pop cristão)[54]
- James Yorkston (músico popular escocês)
- Janne "Burton" Puurtinen (Teclista de HIM)
- Jared Leto (cantor de 30 Seconds to Mars)
- Jason Whalley (Frenzal Rhomb)
- Jello Biafra (Ex-vocalista do Dead Kennedys
- João Gordo (Vocalista do Ratos de Porão)
- Joan Jett (cantor e guitarrista de Joan Jett & the Blackhearts)
- John Darnielle (cantor e compositor de The Mountain Goats)
- John Feldmann (cantor e guitarrista de Goldfinger e produtor)[55]
- John Robb (músico e personagem dpopular na TV americana)[14]
- John S. Hall (Poeta, e vocalista de King Missile)
- Jona Weinhofen (ex-I Killed The Prom Queen/Bleeding Through)[56]
- Jonathan Richman (cantor proto-punk e compositor)
- Juli Crockett (escritor, diretor, ator, boxeador, músico e cantor de country com The Evangenitals)
- Juninho (guitarrista dos Ratos de Porão)
- Justin Pearson (Vocalista/Baxista de The Locust)
- Justin Sane (cantor e guitarrista de Anti-Flag)
- K.D. Lang (cantor solista)
- Kaylan Mitchell (Violoncelista de folk-rock na banda Canada (music group))
- Kevin Cameron (ex-I Killed The Prom Queen)[57]
- Leona Lewis (cantora inglesa)
- Lindsay McDougal (Frenzal Rhomb)
- Lucas Silveira Vocalista e Guitarrista da bandaFresno
- Marcio Novelli (membro da Euphoria's Depression)
- Mark Pontius (baterista da banda Foster the People)
- Merzbow (músico)
- Michael Franti (músico de Hip Hop)
- Moby (músico)
- Moe Fernandes (Baterista da banda Havano)
- Morrissey[58]
- Mutabaruka (poeta jamaicano)
- Nathan Amundson (cantor e compositor de Rivulets)
- Nick Zinner (guitarrista de Yeah Yeah Yeahs)
- 'O' (Vocalista da Undercover Slut)
- Ocean (cantor, compositor e produtor pop, ativista socioambiental)
- Oli Sykes (cantor em Bring Me The Horizon)
- Paul McCartney (ex The Beatles, cantor, guitarrista e produtor)
- Paul Waggoner (músico de Between the Buried and Me)
- Pep Love (rapper na underground hip hop collective, Hieroglyphics)
- Persia White
- Prince Rogers Nelson (icono de rock americano de Minneapolis )
- Promoe (músico de hip-hop sueco)
- Propagandhi Banda de punk canadiense
- Rikki Rockett (Baterista da Poison)
- Robin Gibb (um dos três Bee Gees)
- Sean Brennan (London After Midnight band)
- Shane Told (músico da banda hardcore canadiense Silverstein)
- Shania Twain (cantora country)
- Sinéad O'Connor (cantora e compositora irlandesa)[59]
- Sir Millard Mulch (compositor)
- Sri Michael (músico com Lokah)
- Steve Kilbey (cantor rock na banda The Church)
- Stevie Wonder (Vocalista, Multi-Instrumentista)[60]
- Stic.man (cantor de hip hop na banda Dead Prez)
- Adam Russell (baixista de Story of the Year)
- Ted Leo (músico punk em Ted Leo and the Pharmacists)
- Tim Commerford (Baixista da Rage Against the Machine)[61]
- Tim Convy (teclista de Ludo)
- Tim Ferrel (guitarrista e corista de Ludo)
- Tim McIlrath (cantor e guitarrista de Rise Against)
- Todd Kowalski (cantor e baixista de Propagandhi)
- Tommy Rogers (músico de Between the Buried and Me)
- "Weird Al" Yankovic
- Ximena Valdis (Dem imonde)

## Políticos
- Abraham Lincoln (ex-presidente de USA)
- Cathy Jamieson (deputada do parlamento escocês)
- César Chávez (ativista norte-americana pelos direitos civis e fundadora da National Farm Workers Association)
- Coretta Scott King (ativista norte-americana pelos direitos civis)
- Dennis Kucinich (democrata membro do congresso americano por Ohio, candidato a presidente em 2004 e 2008)
- Donald Watson (fundador da Vegan Society Inglesa e difusor do termo vegan)
- Duda Salabert (deputada federal do Brasil, ex-vereadora de Belo Horizonte.
- Ingrid Newkirk (fundadora e presidente da PETA)
- Janez Drnovšek (presidente de Eslovênia de 2003 a 2007, morreu de câncer aos 57 anos em 2008)
- Kerry McCarthy (deputado no parlamento inglês)
- Mahatma Gandhi (líder hindu revolucionário)
- Markos Moulitsas (blogueiro político muito influente em EEUU)
- Peter Tatchell (ativista pelos direitos humanos)
- Sardar Vallabhbhai Patel (primeiro ministro da India).

## Atletas
- Bill Pearl(Mr. Universo por 4 vezes)
- Carl Lewis (atleta)
- Crissi Carvalho (fisiculturista)[62]
- Daniel Meyer (ultramaratonista)
- Fernanda Ferreira (Fernandinha) (jogadora de vôlei)[63]
- Ed Templeton (skateboarder)
- Ken Bradshaw (surfista)
- Kyle Takahashi (surfista)
- Lewis Hamilton (piloto de F1)[64]
- Mac Danzig (lutador profissional de várias modalidades de artes marciáis)
- Macris Carneiro (jogadora de vôlei)[63]
- Marta Vieira da Silva (jogadora  de futebol)[65]
- Martyn Moxon (English jogador da seleção nacional de cricket da Inglaterra)
- Mike Mahler (treinador)
- Patrik Baboumian (homem mais forte da Alemanha)[62]
- Peter Brock (ou "Rei da Montanha", motorista da touring car, morto em 2006)
- Ricky Williams (jogador de futebol americano)
- Salim Stoudamire (jogador da NBA)[66]
- Samantha Shorkey (fisiculturista)[62]
- Serena Williams (tenista)[67]
- Scott Jurek (ultramaratonista)
- Thomas Micklewright (kickboxer amateur)
- Tony Gonzalez (jogador de futebol americano)[68]
- Venus Williams (tenista)[67]

## Outros

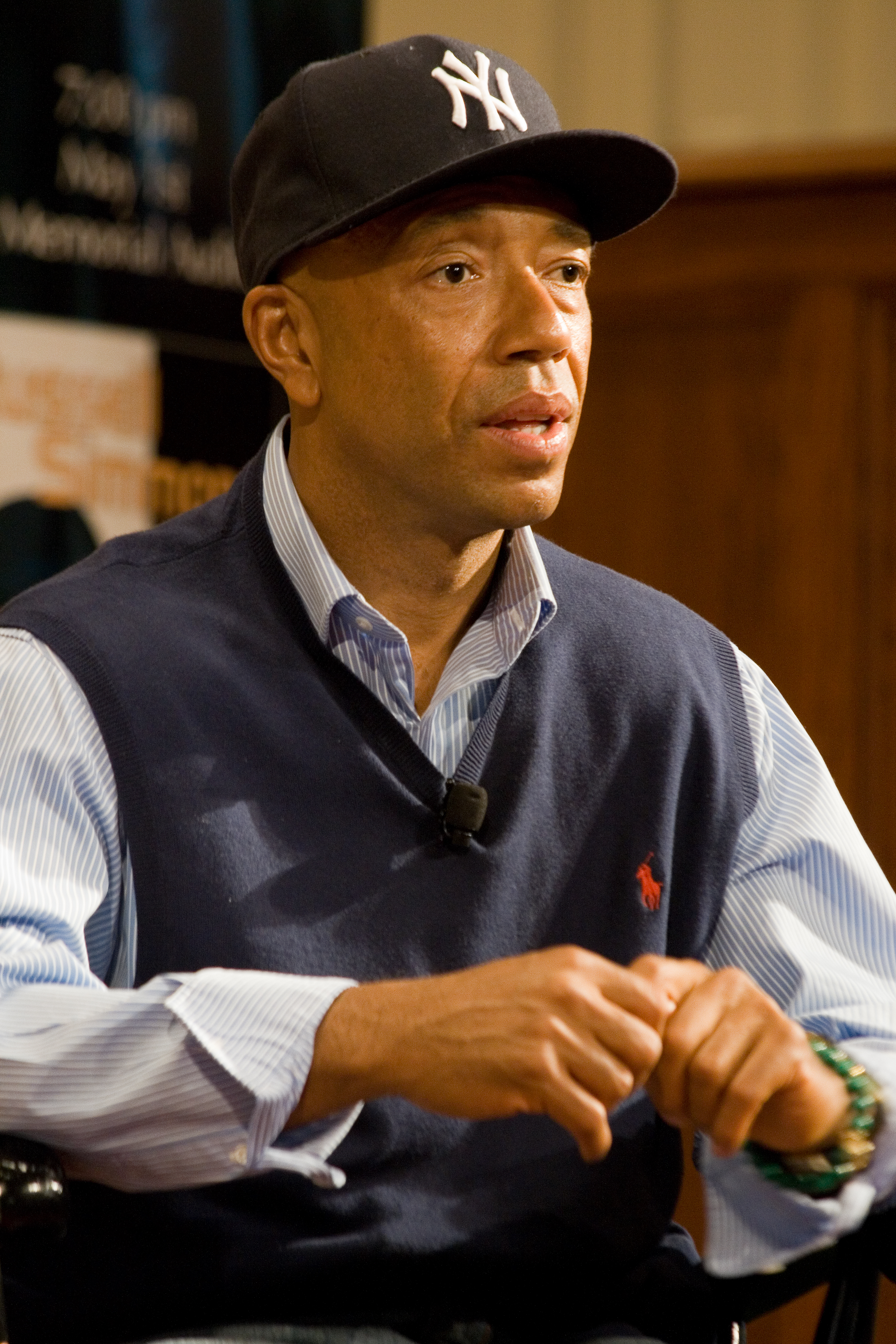
Russell Simmons, produtor musical americano

- Alfredo Rollo (dublador brasileiro, psicólogo e ativista da causa)
- Bob e Jenna Torres, proprietários do podcast Vegan Freak Radio[69]
- Casey Kasem (DJ, personágem popular na TV norte-americana, e voz lá de Shaggy, de Scooby Doo)
- Dan Piraro (desenhador de desenhos animados, creador de Bizarro)
- Daniel Negreanu (jogador de póquer profesional)
- David Straitjacket (showman e recordista em escapismo)
- Delwin Vriend (ativista pelos direitos gais em Canadá)
- Eric Litman (ativista e CEO)
- Fidel Givanildon (fotógrafo brasileiro)
- George Church (genetista molecular)[70]
- Glen E. Friedman (fotógrafo)
- Greg Chappell (ex jogador de cricket australiano e treinador de Team India)
- Heather Mills (ex-esposa de Paul McCartney e ativista pelos direitos dos animais)[71]
- Isa Chandra Moskowitz (chef)
- John Mackey (co-fundador e CEO de Whole Foods Market)
- Joi Ito (ativista)
- Kamau Kambon (ativista contra o racismo e advogado de genocídios)
- Keith Akers (autor e ativista pelo cristianismo vegano)
- Lawrence Lessig (fundador de Creative Commons)
- Mike Messias de Almeida (cartógrafo)
- Neal Barnard (autor e presidente de Physicians Committee for Responsible Medicine, consultor médico de People for the Ethical Treatment of Animals (PETA))
- Peter Bogdanovich (diretor de cinema)[72]
- Peter Max (artista)
- Peter Sunde Kolmisoppi (ativista e co-fundador do site TPB)[73]
- Petra Nemcova (supermodelo)
- Russell Simmons (ativista e fundador de Def Jam Recordings)
- Rodrigo Bragaglia (photographer)
- Steve Bellamy (fundador de The Tennis Channel and The Ski Channel)
- Daniel Beda Song (periodista brasileiro e ativista)
- Victoria Principal (atriz, escritora, ativista e empresária de uma linha de produtos de beleza vegan e sensível ao glúten)[74][75]

## Personagens fictícios
- Apu Nahasapeemapetilon (proprietário da loja Quick E Markt em Os Simpsons)[76]
- Bella Swan - (Filme Crepúsculo)[77]
- Oskar Schell (Narrador fictício em Extremely Loud and Incredibly Close de Jonathan Safran Foer)
- Rachel Berry (cantor de Glee)
- Lauren Adams - Livro O Recruta